# John Nelson Darby
John Nelson Darby (18 de novembro de 1800 – 29 de abril de 1882), foi um pregador anglo-irlandês, figura muito influente entre os Irmãos de Plymouth e o fundador dos Irmãos Exclusivos. Foi considerado o pai do moderno Dispensacionalismo. A teologia do arrebatamento pré-tribulacional foi popularizada extensivamente na década de 1830 por John Nelson Darby e os Irmãos de Plymouth, e se tornou ainda mais conhecida nos Estados Unidos no início do século XX pela vasta circulação da "Scofield Reference Bible" (em português, Bíblia de Estudo Scofield).
Produziu uma tradução da Bíblia baseada nos textos em Hebraico e Grego chamada "The Holy Scriptures: A New Translation from the Original Languages by J. N. Darby", mais conhecida como Bíblia Darby.
Existe em Português os Comentários Bíblicos do Novo Testamento, mais conhecidos como “Synopsis of the Books of the Bíble".

## Crítica
Charles Haddon Spurgeon, pastor do Metropolitan Tabernacle e contemporâneo de Darby, publicou uma crítica a ele e ao movimento dos Irmãos de Plymouth. Sua crítica principal foi que Darby e os Irmãos de Plymouth rejeitaram o propósito vicário da obediência de Cristo, assim como a sua justiça imputada ao crente. Spurgeon acreditava que tais noções eram tão importantes e centrais para o evangelho que o levou a adotar uma postura crítica em relação a todas as crenças dos Irmãos.
James Grant escreveu: “Por causa das heresias mortais mantidas e ensinadas pelos Irmãos de Plymouth em relação a algumas das mais importantes doutrinas do evangelho, contra as quais já tenho advertido com alguma intensidade, e por mais antibíblicos e perniciosos que possam ser, estou certo de que meus leitores não ficarão surpresos com nenhum outro ponto de vista, dos quais os Darbistas têm adotado e zelosamente tentado propagar”.

## Obras em português
- A Bíblia em Resumo, J. N. Darby & L. M. Grant, Depósito de Literatura Cristã
- A Fé que foi dada aos Santos, J. N. Darby, Depósito de Literatura Cristã
- 2.ª Coríntios, Gálatas, Efésios e Colossenses, J. N. Darby, Depósito de Literatura Cristã
- Como Conhecer a Vontade do Pai, J. N. Darby, Depósito de Literatura Cristã
- O que a Bíblia me diz, J. N. Darby, Depósito de Literatura Cristã
- Graça, o Poder de Unidade e de Reunião, J. N. Darby, Depósito de Literatura Cristã
- O Servo Vigilante, J. N. Darby, Depósito de Literatura Cristã

## Obras originais
- The Holy Bible a new translation by J.N. Darby, a parallel edition, Bible Truth Publishers: Addison, Illinois.
- The Writings of J. N. Darby courtesy of Stem Publishing
- The Holy Scriptures (A New Translation from the Original Languages by J. N. Darby) courtesy of Stem Publishing
- A Letter on Free Will by J.N. Darby, Elberfeld, 23 October 1861
- The Collected Writings Of J. N. Darby, Ecclesiastical No. 1, Volume 1: The Character Of Office In The Present Dispensation
- The Watching Servant, Words of Truth: Belfast, Northern Ireland